# Missa cuiusvis toni
La Missa Cuiusvis Toni (Messa in qualsiasi tono) è una versione a quattro parti dell''Ordinario della Messa ad opera del compositore del XV secolo Johannes Ockeghem. La fonte è costituita da manoscritti risalenti alla fine di quel secolo, tra i quali il codice Chigi (1498-1508 circa). La messa fu pubblicata nel 1539, quarantadue anni dopo la morte del compositore avvenuta nel 1497.
Il nome dell'opera deriva dal fatto che può essere cantata in uno qualsiasi dei modi dorico, frigio, lidio o misolidio. Ciò è possibile in quanto la musica è notata senza specificare né la chiave né l'armatura di chiave, permettendo in tal modo ai cantanti di scegliere quelle adatte al modo prescelto. Comporre un brano che sia eseguibile in uno qualsiasi dei quattro modi è una sfida tecnica considerevole: infatti le cadenze del modo frigio non sono adattabili agli altri modi e viceversa.  La soluzione trovata da Ockeghem è usare cadenze plagali.

## Discografia
- Missa Cuiusvis Toni, æon, ÆCD 0753 (2 CD; 2007), eseguita dall'Ensemble Musica Nova, Lucien Kandel. Prima registrazione delle quattro versioni nei quattro modi. Ed. Gérard Geay.